# Leaves' Eyes
Leaves' Eyes je mezinárodní symphonicmetalová hudební skupina založená v roce 2003. Na hudební scéně debutovala o rok později studiovou deskou Lovelorn. Až do roku 2016, kdy měla vydaných celkem šest studiových alb, v ní jako zpěvačka působila Liv Kristine, manželka klávesisty kapely Alexandera Krulla. Během tohoto roku se ovšem rozvedli a dle tvrzení kapely došlo k vzájemné dohodě mezi všemi členy kapely, včetně Kristine, o odchodu zpěvačky. Krátce na to ale přišla Kristine s vlastním vyjádřením, dle kterého se „celá věc udála za jejími zády“. Jako nová zpěvačka byla přijata Elina Siirala. Na tu se ovšem, přestože neměla na odchod Kristine žádný vliv, snesla vlna kritiky a nadávek od některých naštvaných fanoušků Kristine. V roce 2018 vyšlo album Sign of the Dragonhead, jež je první deskou nazpívanou Siirale.

## Členové
- Elina Siirala – zpěv  (od 2016)
- Alexander Krull – klávesy, doprovodný zpěv (od 2003)
- Thorsten Bauer – kytara, basová kytara (od 2003)
- Pete Streit – kytara (od 2015)
- Joris Nijenhuis – bicí (od 2013)

Bývalí členové
- Martin Schmidt – bicí (2003–2004)
- Chris Lukhaup – basová kytara (2003–2007)
- Mathias Röderer – kytara (2003–2010)
- Liv Kristine – zpěv (2003–2016)
- Nicholas Barker – bicí (2004–2008)
- Moritz Neuner – bicí (2005–2007)
- Alla Fedynitch – basová kytara (2007–2010)
- Seven Antonopoulos – bicí (2008–2010)
- Roland Navratil – bicí (2010-2012)
- J.B. van der Wal – basová kytara (2010–2013)
- Sander van der Meer – kytara (2010–2015)
- Felix Born – bicí (2012–2013)

## Diskografie

### Studiová alba
- Lovelorn (2004)
- Vinland Saga (2005)
- Njord (2009)
- Meredead (2011)
- Symphonies of the Night (2013)
- King of Kings (2015)
- Sign of the Dragonhead (2018)
- Myths of Fate (2024)

### Koncertní alba
- We Came with the Northern Winds: En saga i Belgia (2009)